# Sektion Neumarkt/Oberpfalz des Deutschen Alpenvereins
Die Sektion Neumarkt/Oberpfalz des Deutschen Alpenvereins (D.A.V.) e. V. (kurz DAV Neumarkt) ist eine Sektion des Deutschen Alpenvereins in Neumarkt in der Oberpfalz. Die Sektion Neumarkt hat 6.830 Mitglieder (Stand: 31. Dezember 2024) und ist eine mittelgroße Sektion des Deutschen Alpenvereins.

## Geschichte
Die Sektion Neumarkt wurde am 18. Februar 1972 gegründet.
2004 kaufte die Sektion Neumarkt die Olpererhütte von der Sektion Berlin des DAV, die ursprünglich von der Sektion Prag des DuOeAV errichtet wurde, und weihte 2007 den Ersatzneubau ein.

## Kletterzentrum
Die Sektion betreibt das DAV-Kletterzentrum Neumarkt.